# L'Escarpolette de Bonis
L'Escarpolette ou valse pour piano, op. 52, est une œuvre de la compositrice Mel Bonis, datant de 1901.

## Composition
Mel Bonis compose son Escarpolette : valse pour piano en 1901. L'œuvre, dédiée à « Mme Julie Cadot », est publiée aux éditions Alphonse Leduc la même année. Elle est ensuite rééditée en 1993 par les éditions Lemoine puis par Furore en 2013.

## Analyse
L'Escarpolette fait partie d'un genre très prisé de la compositrice : la valse. Elle reste accessible au grand public tout en gardant son élégance et sa distinction caractéristique. Elle est proche des Valses-Caprices de Gabriel Fauré ou de La Plus que lente de Claude Debussy.

## Discographie
- Mel Bonis, pièces pour piano, par Lioubov Timofeïeva, Voice of Lyrics C341, 1998 (BNF 38529839)
- Le diamant noir, par Laurent Martin (piano), Ligia Digital, 2016

## Sources
- Étienne Jardin, Mel Bonis (1858-1937) : parcours d'une compositrice de la Belle Époque, 2020 (ISBN 978-2-330-13313-9 et 2-330-13313-8, OCLC 1153996478, lire en ligne)